# Episodi di Miss Reality (seconda stagione)
La seconda stagione della sitcom Miss Reality, composta da 13 episodi, è stata trasmessa sul canale canadese Family Channel nel 2012.
In Italia la seconda stagione è stata trasmessa in prima visione assoluta dal 4 al 12 settembre 2012 su Frisbee.
| Nº | Titolo originale          | Titolo italiano            | Prima TV Canada  | Prima TV Italia   |
| -- | ------------------------- | -------------------------- | ---------------- | ----------------- |
| 1  | A Newtmare on Elm Street  | L'ultra-sveglia            | 5 ottobre 2012   | 4 settembre 2012  |
| 2  | Cooper Collegiate         | Il professor Cooper        | 3 marzo 2013     | 5 settembre 2012  |
| 3  | You're Really Me          | Due gocce d'acqua          | 5 aprile 2013    | 5 settembre 2012  |
| 4  | Truth or Dare             | Obbligo o verità           | 25 gennaio 2013  | 6 settembre 2012  |
| 5  | Residence Evil            | L'agente di Maddy          | 22 marzo 2013    | 6 settembre 2012  |
| 6  | Sauce Boss                | Il re della salsa          | 15 marzo 2013    | 7 settembre 2012  |
| 7  | UFO-ney                   | Uno scherzo spaziale       | 22 febbraio 2013 | 7 settembre 2012  |
| 8  | Clap of Thunder           | La forza del tuono         | 8 febbraio 2013  | 10 settembre 2012 |
| 9  | Get 'Em to the Geek       | Compleanno salvato         | 6 gennaio 2013   | 10 settembre 2012 |
| 10 | Scary Poppins             | Via con lo spavento        | 19 ottobre 2012  | 11 settembre 2012 |
| 11 | Cuffed Up                 | In manette                 | 26 dicembre 2012 | 11 settembre 2012 |
| 12 | Oh Brody, Where Art Thou? | Un nuovo ragazzo per Tiara | 11 gennaio 2013  | 12 settembre 2012 |
| 13 | Extreme Sixteen           | La regina delle nevi       | 9 novembre 2012  | 12 settembre 2012 |